# 喜田川信
喜田川 信（きたがわ しん、1924年7月20日 - ）は、日本の牧師、神学者。熊本県出身。

## 経歴
慶應義塾大学文学部哲学科、同志社大学神学部卒業後、フラー神学校、テュービンゲン大学留学を経て、日本ナザレン教団を代表する神学者として多くの著作活動を行っており、日本ナザレン教団横浜教会牧師。日本基督教短期大学の学長も歴任した。
ジェームズ・バーの『ファンダメンタリズム-その聖書解釈と教理』を訳したことが福音派で問題となった。日本の福音派を代表する機関である日本福音同盟は「偏見に基づいた福音派攻撃の本」がナザレン教団の指導者によって翻訳、出版されたことは重いとしている。これら聖書の無誤性についての聖書論論争を経て、喜田川の立場とは異なる全的無誤性が福音派の合意として確認された。

## 代表的な著作
- 『キェルケゴールと現代の神学』
- 『歴史を導く神』
- 『歴史化の神学』
- 『神の国は近づいた』
- 『希望の神』
- 『アダムとわれら』
- 『身体性の神学』
- 『神・キリスト・悪』
- 『ヘーゲル・ボンヘッファー・バルト』（2008年 日本ナザレン教団出版部より刊行）

## 訳書
- ユルゲン・モルトマン『十字架につけられた神』『聖霊の力における教会』『存在の喜びの神学』
- ジェームズ・バー『ファンダメンタリズム――その聖書解釈と教理』
- パネンベルク・ボルンカム・コンツェルマン・ラーナー他著『現代に生きる使徒信条』 1970年　新教出版社